# Formatievlucht

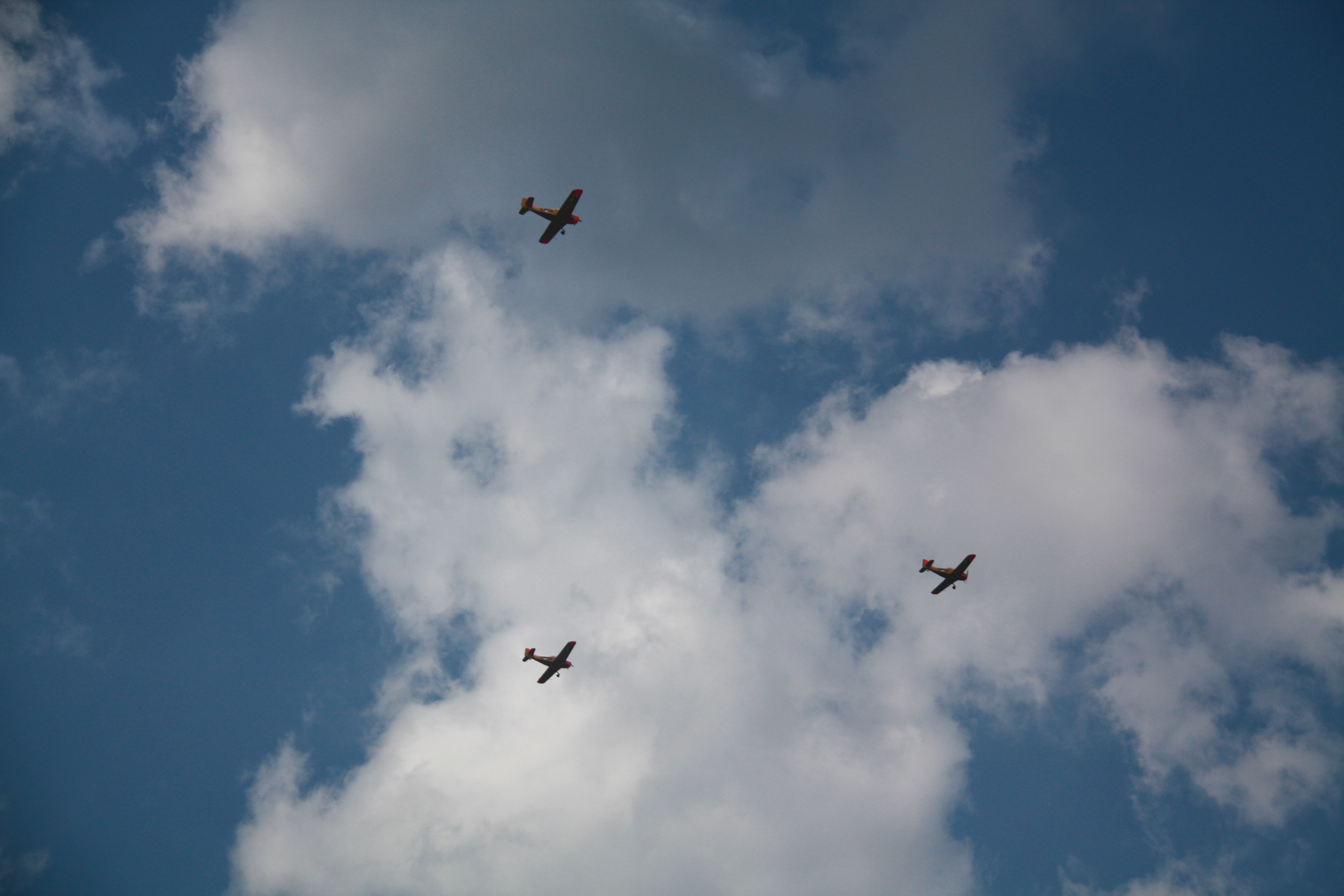
Formatievlucht

Een formatievlucht of vluchtformatie is een groep vliegtuigen die ten opzichte van elkaar in een bepaald patroon vliegen. Het in formatie vliegen wordt vaak gedaan tijdens verre en massive aanvallen, luchtshows en militaire parades. Het is meestal te beschouwen als een saluut. Formatievluchten worden hoofdzakelijk, maar niet uitsluitend, door militaire vliegtuigen uitgevoerd.

## Natuur
Een vlucht trekvogels, zoals bij de ganzen, kan ook als een formatievlucht beschouwd worden, en was vermoedelijk de inpiratiebron voor de formatievlucht van vliegtuigen.

## Ruimtevaart
In de ruimtevaart is een formatievlucht het middel om met twee of meer kleine satellieten één groot instrument van tientallen of zelfs honderdtallen meters lang te maken, zoals een coronagraaf, telescoop of interferometrische radars. Deze techniek, die ingewikkelde manoeuvres en een enorme relatieve positioneringsprecisie en -stabiliteit vraagt in de orde van 1 millimeter (telescoop, coronagraaf) tot 1 micrometer (interferometrie) is een belangrijke stap in de wetenschappelijke ruimtevaarttechnologie.

## Voorbeelden van formaties
- V-formatie
- Missingmanformatie
- ESA PROBA-3